# Acul du Sud
De Acul du Sud is een rivier in het zuiden van Haïti. De rivier heeft een lengte van 36 kilometer. Over de rivier loopt de langste brug van Haïti, met een lengte van 120 meter en een breedte van 10,3 meter. Deze brug is officieel geopend op 17 maart 2007.